# 85216 Schein
85216 Schein este o planetă minoră (asteroid) din centura de asteroizi. A fost descoperită pe 24 septembrie 1992 la Tautenburg de Freimut Börngen. 
Obiectul prezintă o orbită caracterizată de o semiaxă mare de 2,1439986559628 UAi, o excentricitate de 0,14, o înclinație de 1,2 ° în raport cu ecliptica.